# The Lottery Bride
The Lottery Bride est un film américain musical pré-Code réalisé par Paul L. Stein et sorti en 1930.
La dernière bobine était en technicolor dans la version originale de 1930, mais la plupart des copies conservés sont en noir et blanc dans une version plus courte (67 minutes).

## Synopsis
Une femme norvégienne se marie avec un mineur du Yukon, mais découvre qu'elle est en fait amoureuse du frère de celui-ci.

## Fiche technique
- Réalisation : Paul L. Stein
- Scénario : Howard Emmett Rogers, Horace Jackson d'après une histoire de Herbert Stothart
- Producteurs : Joseph M. Schenck, Arthur Hammerstein
- Montage : Ray June, Karl Freund (non crédité)
- Musique : Rudolf Friml, Hugo Riesenfeld
- Production : Joseph M. Schenck Productions, Art Cinema Corporation
- Distributeur : United Artists
- Durée : 80 minutes (version 1930), 67 minutes (version 1937)
- Date de sortie : 
  - États-Unis : 28 novembre 1930

## Distribution
- Jeanette MacDonald : Jenny
- John Garrick : Chris
- Joe E. Brown : Hoke
- Zasu Pitts : Hilda
- Robert Chisholm : Olaf
- Joseph Macauley : Alberto
- Harry Gribbon :Boris
- Carroll Nye : Nels

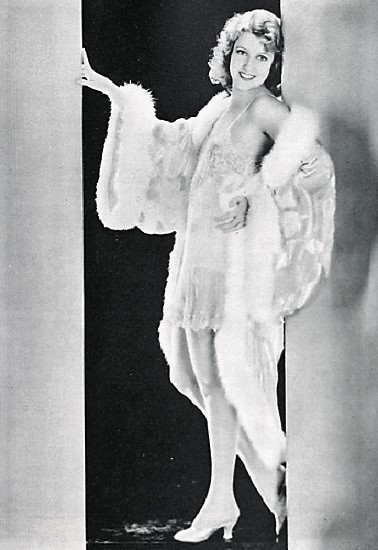
Jeanette MacDonald en 1930.
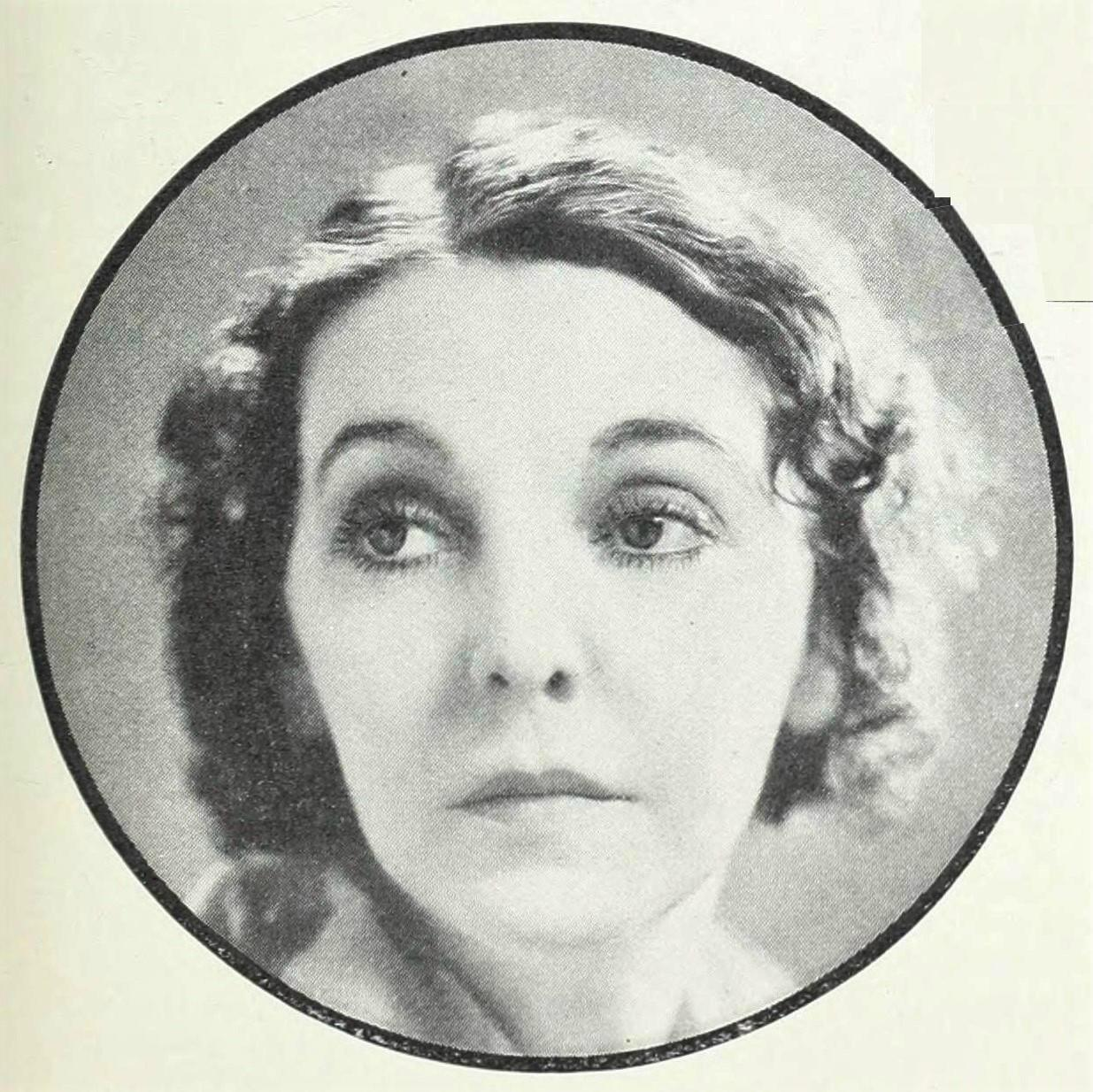
ZaSu Pitts au début des années 1930.

## Production
Le film utilise un dirigeable dans quelques scènes censées se dérouler dans l'Arctique. 

## Réception
Le film a été un échec commercial.